# 4134 Schütz
4134 Schütz è un asteroide della fascia principale. Scoperto nel 1961, presenta un'orbita caratterizzata da un semiasse maggiore pari a 2,3015343 UA e da un'eccentricità di 0,0983553, inclinata di 4,17932° rispetto all'eclittica.